# Koło porodowe
Koło porodowe – model łóżka porodowego umożliwiający przyjmowanie pozycji wertykalnych. Wynaleziony został przez Paula Degana w Szwajcarii .

## Budowa koła porodowego
- mobilne siedzisko podtrzymywane linami,
- materac,
- mechanizm,
- elementy dodatkowe np. poduszki lub stojaka na kroplówkę,
- elektroniczny panel sterowania ustawieniem łóżka[2].

## Zalety stosowania
- krótszy I i II okres porodu[3].